# Haltérophilie aux Jeux olympiques d'été de 2024 - Moins de 59 kg femmes
Navigation
Tokyo 2020 Los Angeles 2028
L'épreuve des moins de 59 kg femmes  en haltérophilie aux Jeux olympiques d'été de 2024 a lieu le 8 août au Paris Expo Porte de Versailles.

## Records
Avant cette compétition, les records dans cette discipline étaient les suivants : 
| Record du monde  | Arraché     | Kim Il-gyong (PRK)   | 111 kg | Hangzhou, Chine    | 2 octobre 2023    |
| Record du monde  | Épaulé-jeté | Kuo Hsing-chun (TPE) | 140 kg | Pattaya, Thaïlande | 21 septembre 2019 |
| Record du monde  | Total       | Luo Shifang (CHN)    | 248 kg | Phuket, Thaïlande  | 3 avril 2024      |
|                  |             |                      |        |                    |                   |
| Record olympique | Arraché     | Kuo Hsing-chun (TPE) | 103 kg | Tokyo, Japon       | 27 juillet 2021   |
| Record olympique | Épaulé-jeté | Kuo Hsing-chun (TPE) | 133 kg | Tokyo, Japon       | 27 juillet 2021   |
| Record olympique | Total       | Kuo Hsing-chun (TPE) | 236 kg | Tokyo, Japon       | 27 juillet 2021   |

## Médaillées
| Or                | Argent              | Bronze               |
| Luo Shifang (CHN) | Maude Charron (CAN) | Kuo Hsing-chun (TPE) |

## Résultats détaillés
| Rang                                | Athlète                 | Nation         | Poids (kg) | Arraché (kg) | Arraché (kg) | Arraché (kg) | Arraché (kg) | Épaulé-jeté (kg) | Épaulé-jeté (kg) | Épaulé-jeté (kg) | Épaulé-jeté (kg) | Total  |
| Rang                                | Athlète                 | Nation         | Poids (kg) | 1            | 2            | 3            | Résultat     | 1                | 2                | 3                | Résultat         | Total  |
| ----------------------------------- | ----------------------- | -------------- | ---------- | ------------ | ------------ | ------------ | ------------ | ---------------- | ---------------- | ---------------- | ---------------- | ------ |
| Médaille d'or, Jeux olympiques      | Luo Shifang             | Chine          | 59,00      | 101          | 105          | 107          | 107 OR       | 129              | 134              | 137              | 134 OR           | 241 OR |
| Médaille d'argent, Jeux olympiques  | Maude Charron           | Canada         | 59,00      | 101          | 104          | 106          | 106          | 126              | 130              | 132              | 130              | 236    |
| Médaille de bronze, Jeux olympiques | Hsing-Chun Kuo          | Taipei chinois | 59,00      | 103          | 105          | 105          | 105          | 130              | 130              | 137              | 130              | 235    |
| 4                                   | Anyelin Venegas Valera  | Venezuela      | 59,00      | 97           | 100          | 102          | 102          | 122              | 128              | 134              | 128              | 230    |
| 5                                   | Rafiatu Folashade Lawal | Nigeria        | 59,00      | 100          | 103          | 103          | 100          | 125              | 127              | 130              | 130              | 230    |
| 6                                   | Elreen Ann Ando         | Philippines    | 59,00      | 100          | 100          | 102          | 100          | 130              | 130              | 130              | 130              | 230    |
| 7                                   | Kamila Konotop          | Ukraine        | 59,00      | 104          | 106          | 106          | 104          | 123              | 129              | 132              | 123              | 227    |
| 8                                   | Janeth Gomez Valdivia   | Mexique        | 59,00      | 92           | 92           | 95           | 95           | 114              | 119              | 122              | 122              | 217    |
| 9                                   | Dora Tchakounté         | France         | 59,00      | 95           | 98           | 100          | 98           | 115              | 118              | -                | 115              | 213    |
| 10                                  | Mathlynn Sasser         | Îles Marshall  | 59,00      | 94           | 94           | 94           | 94           | 110              | 115              | 118              | 115              | 209    |
| 11                                  | Lucrezia Magistris      | Italie         | 59,00      | 96           | 96           | 100          | 96           | 111              | 112              | 112              | 112              | 208    |
| -                                   | Yenny Alvarez           | Colombie       | 59,00      | 101          | 103          | 105          | 105          | 130              | 132              | 132              | -                | -      |